# Pierre Ier du Chaffault
Pour les articles homonymes, voir Chaffault.
Pierre Proufilt du Chaffault, est un homme d'Église breton du XVe siècle. Il est évêque de Nantes pendant dix ans, de 1477 à sa mort en 1487.

## Biographie
Canoniste, il est nommé évêque de Nantes le 10 mars 1477. Le cardinal François-Marie Richard écrit à propos de son élection :

« C'était un homme de vertu et de capacité. Il n'accepta la dignité épiscopale qu'à la condition qu'on terminât le différend de la Régale, protestant avec serment qu'il ne porterait ni mitre, ni crosse, jusqu'à ce que la paix eût été rendue à son Église. On vit bientôt ce que peut l'influence d'un homme qui ne cherche que la gloire de Dieu et la sainte liberté de l’Église. Pierre du Chaffault ne mit pas de faiblesse à obtenir la paix. Dès le commencement de son épiscopat, il écrivit dans les statuts diocésains ces paroles :  “Nous louons tous et chacun des actes qui ont été faits par les évêques de Nantes, nos prédécesseurs, pour l'honneur, la gloire, la défense et protection des droits, libertés, immunités et franchises, ainsi que des louables coutumes de notre Église de Nantes; et marchant sur les traces de nos prédécesseurs, nous donnons à ces actes notre approbation.” »

Il rétablit la tranquillité dans son diocèse en prêtant au duc de Bretagne, François II, le serment de fidélité que ses deux prédécesseurs avaient refusé, ce qui avait été un des prétextes de la guerre dite « du bien public ». Il en appelle en 1481 avec les Évêques de Saint-Malo et de Quimper, au légat Bargius du pape Sixte IV, au Saint-Siège, à la Cour Romaine. Il fait en 1483 un voyage à Rome, d'où il ne revint que trois ans plus tard. Il meurt le 6 novembre 1487, et son tombeau dans la Chapelle de Saint-Félix à la Cathédrale Saint-Pierre-et-Saint-Paul de Nantes, avec ce reste d'épitaphe : « Pierre Prélat prudent, précieux près Dieu, aiant prins […]. »
On peut lire une oraison en son honneur dans les Heures imprimées à Nantes en 1517. Dom Lobineau, bénédictin du XVIIe siècle, écrit :

« Quand Pierre du Chaffault mourut, le 6 novembre 1487, il laissa après lui une réputation de sainteté si grande que pendant longtemps le peuple alla prier à son tombeau et l'on dit qu'il s'y opéra plusieurs miracles. »

## Œuvres
On a de ce prélat, un Missel, imprimé à Venise en 1482 où l'on trouve des cérémonies particulières, et un Bréviaire imprimé à Vannes en 1480, dans lequel il emploie des chiffres arabes dont plusieurs bibliographes pensaient l'usage beaucoup plus récent en France.